# Аку-Аку

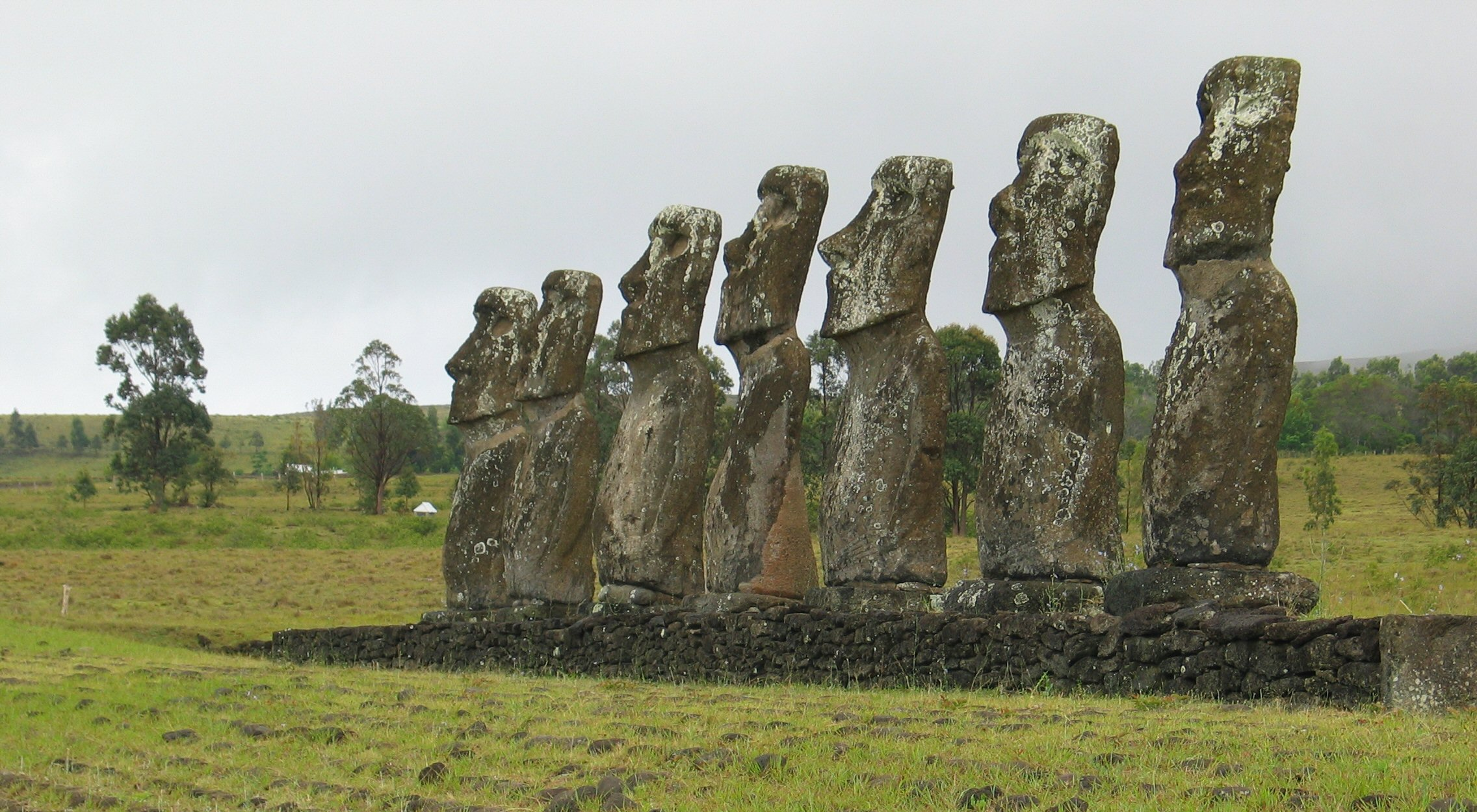
Семь моаи — каменных монолитных статуй на острове Пасхи

«А́ку-А́ку. Тайна острова Па́схи» (англ. Aku-Aku: the Secret of Easter Island) — книга Тура Хейердала (1957), в которой он описывает свою экспедицию на остров Пасхи и развивает свою теорию о том, что остров был заселён «длинноухими» выходцами из Перу.
После того, как путешествие «Кон-Тики» доказало принципиальную возможность пересечения Тихого океана на плоту, Хейердал погрузился в изучение преданий рапануйцев об их «длинноухих» предках. Изучение склонов вулкана Рано-Рараку и бухты Анакена привело его к выводу о том, что первыми жителями острова были южноамериканцы, а «менее развитые» полинезийцы прибыли на остров только в середине XVI века.
Тур Хейердал смог уговорить группу из последних живущих на острове потомков «длинноухих» под руководством Педро Атана, лидера клана, воспроизвести все этапы изготовления статуй в каменоломне (вытёсывание их каменными молотками), перемещение готовой 12-тонной статуи к месту установки (в положении лёжа, волоком, используя большую толпу помощников) и установление её на ноги с помощью хитроумного приспособления из камней, подкладываемых под основание, и трёх брёвен, используемых как рычаги. На вопрос, почему они об этом не говорили европейским исследователям ранее, их предводитель ответил, что «раньше никто об этом не спрашивал меня». Таким образом, была экспериментально доказана возможность изготовления и перемещения гигантских статуй (моаи) без применения современной техники.
Хейердал увязывал создание статуй (моаи) с каменотёсными традициями Тиуанако, а также пытался проследить южноамериканские истоки рапануйских растений (в частности, батата). Генетические исследования жителей острова Пасхи (Рапануи) показывают 8-процентный вклад южноамериканских индейцев в геном сегодняшних рапануйцев. Авторы считают этот вклад старше 500 лет. Соответственно, южноамериканский вклад в древних рапануйцев оценён в 10%.